# Nognietnaar Huismus
Nognietnaar Huismus is een Nederlands bier dat sinds 2016 wordt gebrouwen door Bird Brewery. Het is het derde bier dat door de brouwerij is gelanceerd. Het betreft een Amerikaanse brown ale met een alcoholpercentage van 6,4%. Het bier heeft een kastanjebruine kleur en wordt gekenmerkt door een fruitige, licht gebrande smaak met tonen van karamel, noten en koffie. De naam verwijst naar de huismus.

## Onderscheidingen
Nognietnaar Huismus heeft meerdere prijzen gewonnen. Zo ontving het de titel 'Country Winner' in de categorie 'Brown' Ale tijdens de World Beer Awards in 2017, 2018 en 2019. Daarnaast behaalde het een gouden medaille in de categorie 'Licht Donker' tijdens de Dutch Beer Challenge 2018.